# Division 1 de 1970–71
A Primeira Divisão (chamada de Division 1) do Campeonato Francês de Futebol de 1970-71 foi uma competição de futebol realizada na França, contando como a 33ª edição da história. O campeão foi Olympique de Marseille, pela terceira vez, tendo como vice o Saint-Étienne.

## Clubes participantes e regulamento
| - AC Ajaccio - Angers SCO - SEC Bastia - Girondins de Bordeaux - Olympique Lyonnais - Olympique de Marseille - FC Metz - AS Nancy - FC Nantes |  | - OGC Nice - Nîmes Olympique - Red Star FC - Stade de Reims - Stade Rennais - AS Saint-Etienne - CS Sedan - FC Sochaux-Montbéliard - RC Strasbourg - US Valenciennes-Anzin |

Todos os 20 clubes se enfrentariam em jogos de ida e volta. O melhor classificado ao fim desses confrontos se sagraria campeão. Os dois últimos colocados seriam rebaixados à Division 2. 

## Classificação
| Pos | Clube                  | Pontos | Jogos | V  | E  | D  | GP | GC | SG  |
| --- | ---------------------- | ------ | ----- | -- | -- | -- | -- | -- | --- |
| 1   | Olympique de Marseille | 55     | 38    | 23 | 9  | 6  | 94 | 48 | +46 |
| 2   | Saint-Étienne          | 51     | 38    | 20 | 11 | 7  | 83 | 45 | +38 |
| 3   | Nantes                 | 46     | 38    | 17 | 12 | 9  | 61 | 41 | +20 |
| 4   | Nîmes                  | 45     | 38    | 17 | 11 | 10 | 68 | 54 | +14 |
| 5   | Bordeaux               | 40     | 38    | 16 | 8  | 14 | 58 | 51 | +7  |
| 6   | Ajaccio                | 40     | 38    | 16 | 8  | 14 | 54 | 52 | +2  |
| 7   | Lyon                   | 40     | 38    | 14 | 12 | 12 | 51 | 51 | 0   |
| 8   | Metz                   | 40     | 38    | 13 | 14 | 11 | 46 | 56 | -10 |
| 9   | Reims                  | 39     | 38    | 14 | 11 | 13 | 54 | 44 | +10 |
| 10  | Sochaux                | 38     | 38    | 14 | 10 | 14 | 58 | 55 | +3  |
| 11  | Rennes                 | 37     | 38    | 14 | 9  | 15 | 56 | 53 | +3  |
| 12  | Angers                 | 35     | 38    | 15 | 5  | 18 | 61 | 66 | -5  |
| 13  | Nancy                  | 35     | 38    | 12 | 11 | 15 | 45 | 56 | -11 |
| 14  | Nice                   | 34     | 38    | 12 | 10 | 16 | 48 | 55 | -7  |
| 15  | Red Star               | 33     | 38    | 11 | 11 | 16 | 46 | 65 | -19 |
| 16  | Angoulême              | 32     | 38    | 10 | 12 | 16 | 30 | 47 | -17 |
| 17  | Bastia                 | 32     | 38    | 12 | 8  | 18 | 52 | 83 | -31 |
| 18  | Strasbourg             | 31     | 38    | 13 | 5  | 20 | 54 | 63 | -9  |
| 19  | Valenciennes           | 29     | 38    | 10 | 9  | 19 | 47 | 59 | -12 |
| 20  | Sedan                  | 28     | 38    | 10 | 8  | 20 | 42 | 64 | -22 |

|  |                                                             |
|  | Campeão e classificado à Taça dos Campeões Europeus 1971-72 |
|  | Classificado à Copa da UEFA de 1971-72                      |
|  | Rebaixado                                                   |

## Artilharia
| Rank | Jogador           | Clube                  | Gols |
| ---- | ----------------- | ---------------------- | ---- |
| 1    | Josip Skoblar     | Olympique de Marseille | 44   |
| 2    | Salif Keita       | AS Saint-Étienne       | 42   |
| 3    | Jacques Vergnes   | Nîmes Olympique        | 27   |
| 4    | Joseph Yegba Maya | US Valenciennes-Anzin  | 22   |
| 5    | Fleury Di Nallo   | Olympique Lyonnais     | 21   |